# Novatrix
Novatrix es un género de foraminífero bentónico normalmente considerado un subgénero de Arenobulimina, es decir, Arenobulimina (Novatrix), pero aceptado como sinónimo posterior de Hagenowella de la subfamilia Ataxophragmiinae, de la familia Ataxophragmiidae, de la superfamilia Ataxophragmioidea, del suborden Ataxophragmiina y del orden Loftusiida. Su especie tipo era Globigerina elevata. Su rango cronoestratigráfico abarcaba desde el Coniaciense hasta el Maastrichtiense (Cretácico superior).

## Discusión
Clasificaciones previas incluían Novatrix el suborden Textulariina del orden Textulariida o en el orden Lituolida.

## Clasificación
Novatrix incluía a las siguientes especies:
- Novatrix elevata †, también considerado como Arenobulimina (Novatrix) elevata †, y aceptado como Hagenowella elevata †
- Novatrix obesa †, también considerado como Arenobulimina (Novatrix) obesa †, y aceptado como Hagenowella obesa †